# 日本国铁ED11型电力机车
日本國鐵ED11型电力机车（日语：／ Kokutetsu ED11-gata denki kikansha */?）是日本铁路的第一代干线电力机车车型之一，由日本国有铁道的前身铁道省于1922年（大正11年）从美国引进，由通用电气公司设计制造，适用于供电制式为1500伏直流电的电气化铁路。

## 历史
1922年（大正11年），日本铁道省决定对东海道本线实施电气化改造。由于当时日本并没有制造干线电力机车的经验，因此决定采用首先从国外引进的办法。日本向美国的鲍尔温机车厂和西屋电气公司订购了两台1000型电力机车（ED10型电力机车）之后，又向通用电气公司订购了两台形式类似的电力机车以作比较，当时定型为1010型电力机车。1922年12月，这两台机车经海路运抵横滨港，在大井工场完成组装和调试后，于1923年初配属中野电车库。1928年（昭和3年）10月，根据铁道省的车辆形式称号规程修订，该型机车改称为ED11型电力机车。

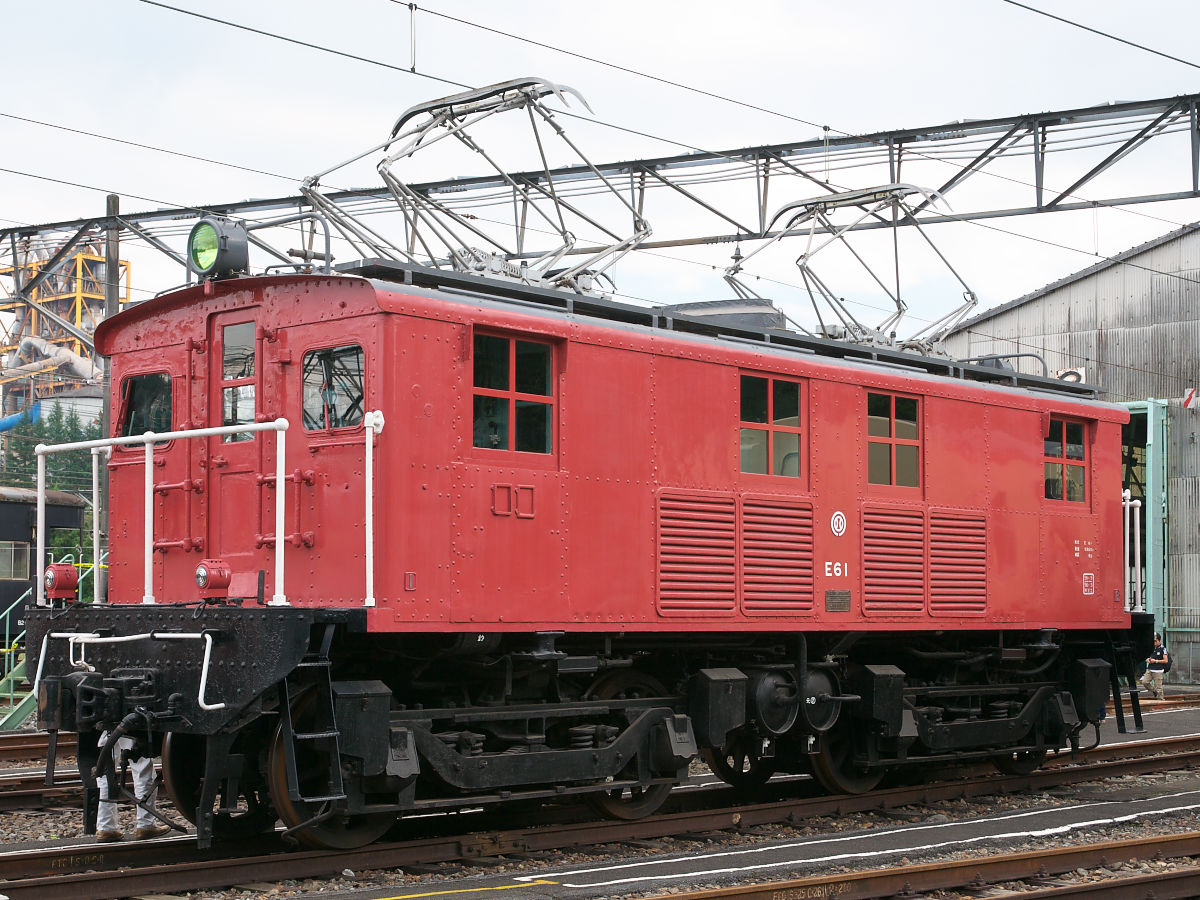
西武铁道的E61型电力机车

ED11-1号电力机车出厂后，首先在山手线投入服务，在中野、新宿、四谷、东京、品川、池袋、上野之间担当货物列车牵引任务。1928年（昭和3年）2月，东海道本线东京至热海区段完成电气化，由于东海道本线决定采用1500伏直流电，ED11型电力机车亦作出相应改良。
1938年，ED11-1号机车改配属国府津机关区，后来亦曾经在横须贺线和伊东线服务。ED11-1号机车在1960年（昭和35年）停运，随后转让予西武铁道，改称为E61型电力机车，车身涂装亦由红葡萄色改为玫瑰色。这台机车被用来在西武铁道的路线上牵引货运列车，至1987年（昭和62年）随着E31型电力机车的引进而停运报废，并静态保存于西武铁道横濑车辆基地。
而ED11-2号电力机车则长期在滨松工厂内作为调车机车使用，至1976年被ED18型电力机车替代，此后一直被存放在工厂内。1991年（平成3年），ED11-2号机车进入佐久间铁道公园作静态保存。佐久间铁道公园于2009年（平成21年）闭馆后，这台机车于2011年（平成23年）转往名古屋市的JR东海“磁浮、鐵道館”继续保存。

## 技术特点

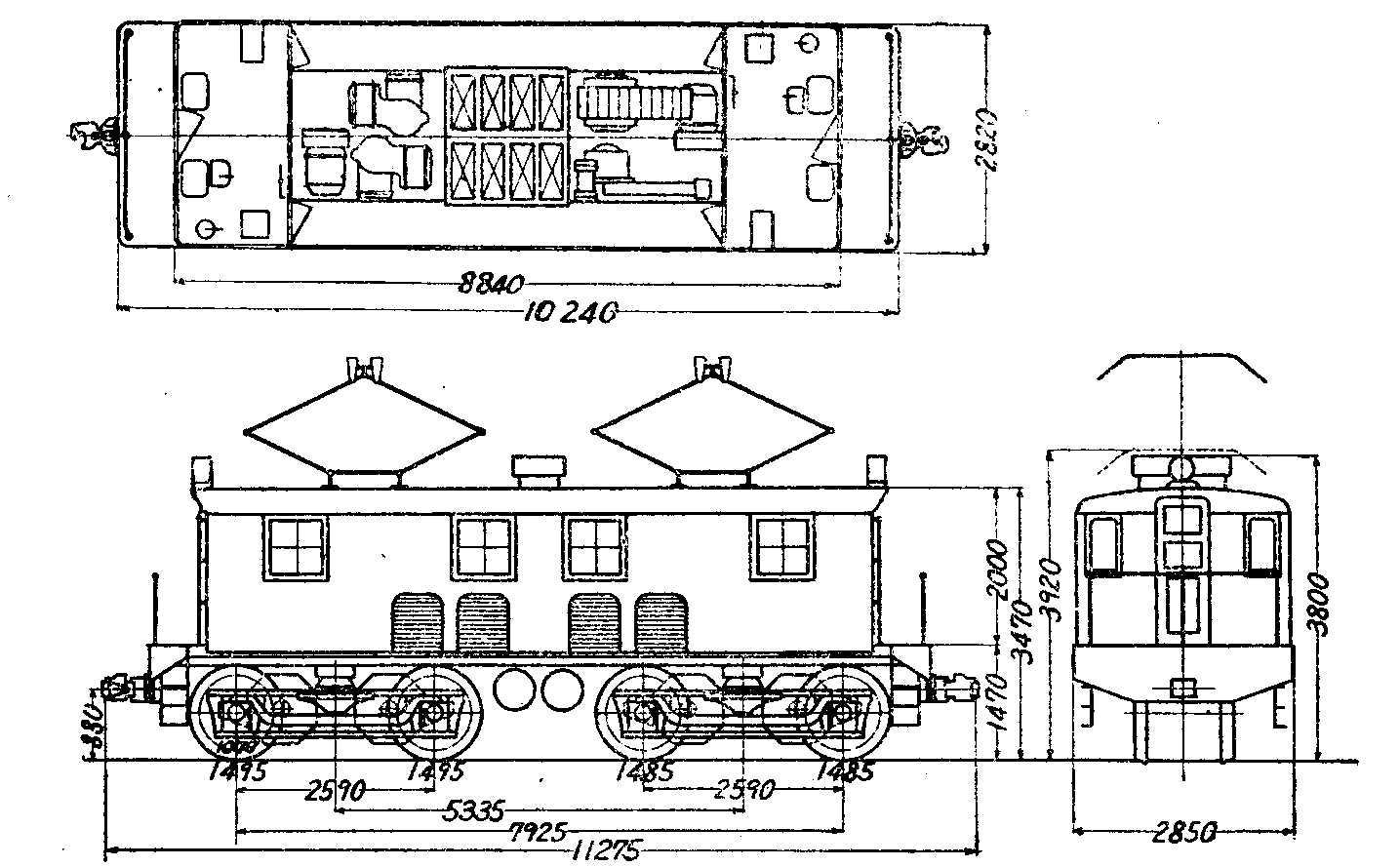
ED11型电力机车的总体布置

ED11型电力机车是客货运通用的直流电力机车，最初适用于供电制式为600伏和1200伏直流电的电气化铁路，以满足中央本线、山手线（600伏）、京滨线（1200伏）的需要；考虑到将来直流电气化铁路升压的可能性，ED11型电力机车亦可以适用于1500伏直流电气化铁路。
机车采用非承载式结构的全金属箱形车体，车体各项载荷全部由底架承担，车体侧墙和顶盖不参与承载。实际上，除了车钩安装位置和转向架结构的差异之外，ED11型电力机车的车体结构和ED14型电力机车基本相同。ED11型电力机车的车钩是安装在车体底架两端的牵引梁内，而ED14型电力机车的车钩则直接安装在转向架构架的端梁上。机车两端为露天的通过台区域，车体两端各设有一个司机室，车体中部为电气室。司机室前方中央设有一扇端门，电气室左右两侧均开有通风百叶窗口，车顶相对两端司机室上方的位置各装有一台双臂式受电弓。1951年（昭和26年），日本国铁对ED11型电力机车的外观和设备布置作了进一步改良，采用了国铁标准型的沙箱和受电弓等。
机车走行部为两台二轴转向架，轴箱采用导框式定位机构。悬挂装置由钢板弹簧、螺旋弹簧和均衡梁组成。转向架采用旁承支重设计，而牵引力通过心盘传递。牵引电动机采用抱轴式悬挂，牵引电动机的一端安装在转向架构架上，而另一端通过抱轴承刚性抱合在车轴上。牵引电动机输出的扭矩通过一级减速齿轮传递给轮对，牵引齿轮传动比为16：69（1：4.31）。
ED11型电力机车是直—直流电传动的直流电力机车，通过调节起动电阻、牵引电动机的串—并联转换和磁场削弱来达到调速的目的。机车起动和加速时，逐步减少起动电阻的阻值，然后将四台直流牵引电动机从串联转入并联连接，从而实现有级调速。机车还可以对牵引电动机使用磁场削弱，作为恒功区的辅助调速手段。

## 参看
- ED10型电力机车
- ED12型电力机车
- ED14型电力机车
- 日本电力机车列表